# Мата Харі (фільм, 1931)
Мата Гарі (англ. Mata Hari) — американський докодексовий фільм за мотивами життя Мати Гарі, виконавиці екзотичних танців та куртизанки, яка була шпигункою протягом Першої світової війни. Кінозірка Ґрета Ґарбо у головній ролі. Фільму приписують популяризацію легенди про Мату Гарі.

## У ролях
- Ґрета Ґарбо — Мата Гарі
- Рамон Новарро — Лейтенант Алексіс Розанов
- Лайонел Беррімор — Генерал Серж Шубін
- Льюїс Стоун — Андріані
- К. Генрі Ґордон — Дюбуа
- Карен Морлі — Карлотта
- Алек Б. Френсіс — Майор Карон
- Бланш Фрідерічі— Сестра Анджеліка
- Едмунд Бріз — Варден
- Гелен Джером Едді — Сестра Женев'єва

## Відгуки
Комерційно, це був найуспішніший фільм Ґарбо і найбільший хіт MGM цього року, касові збори склали близько мільйона доларів. Це було сенсаційно для США, а прибуток від закордонного прокату, особливо в континентальній Європі, приніс майже стільки ж. Разом прибуток становив $ 2, 227, 000 або $ 31, 601, 862, з урахуванням інфляції.

## Цензура на перевидання
Як і багато інших докодексових голлівудських фільмів, Мата Гарі була піддана цензурі на перевидання в травні 1939 після набуття чинності Кодексу Гейза. Принаймні сцену, в якій Мата Гарі зваблює лейтенанта Розанова дещо врізали; наприкінці сцени застосували кіноприйом «розчинення кадру».